# Meteorus euchromiae
Meteorus euchromiae är en stekelart som beskrevs av William Harris Ashmead 1889. Meteorus euchromiae ingår i släktet Meteorus och familjen bracksteklar. Inga underarter finns listade i Catalogue of Life.